# NGC 5342
NGC 5342 (другие обозначения — UGC 8776, MCG 10-20-41, ZWG 295.20, PGC 49192) — линзообразная галактика (S0) в созвездии Большая Медведица.
Этот объект входит в число перечисленных в оригинальной редакции «Нового общего каталога».